# ريتشارد إي. شميت
ريتشارد إي. شميت (بالإنجليزية: Richard E. Schmidt) هو مهندس معماري أمريكي، ولد في 1865 في بافاريا في ألمانيا، وتوفي في 1958.